# 小行星2937
小行星2937（2937 Gibbs）是一颗绕太阳运转的小行星，为火星轨道穿越小行星。该小行星于1980年6月14日发现。
該小行星以美國科學家喬賽亞·威拉德·吉布斯命名。

## 轨道参数
小行星2937的轨道半长轴为2.3201770 UA，离心率为0.302。